# C4 모델

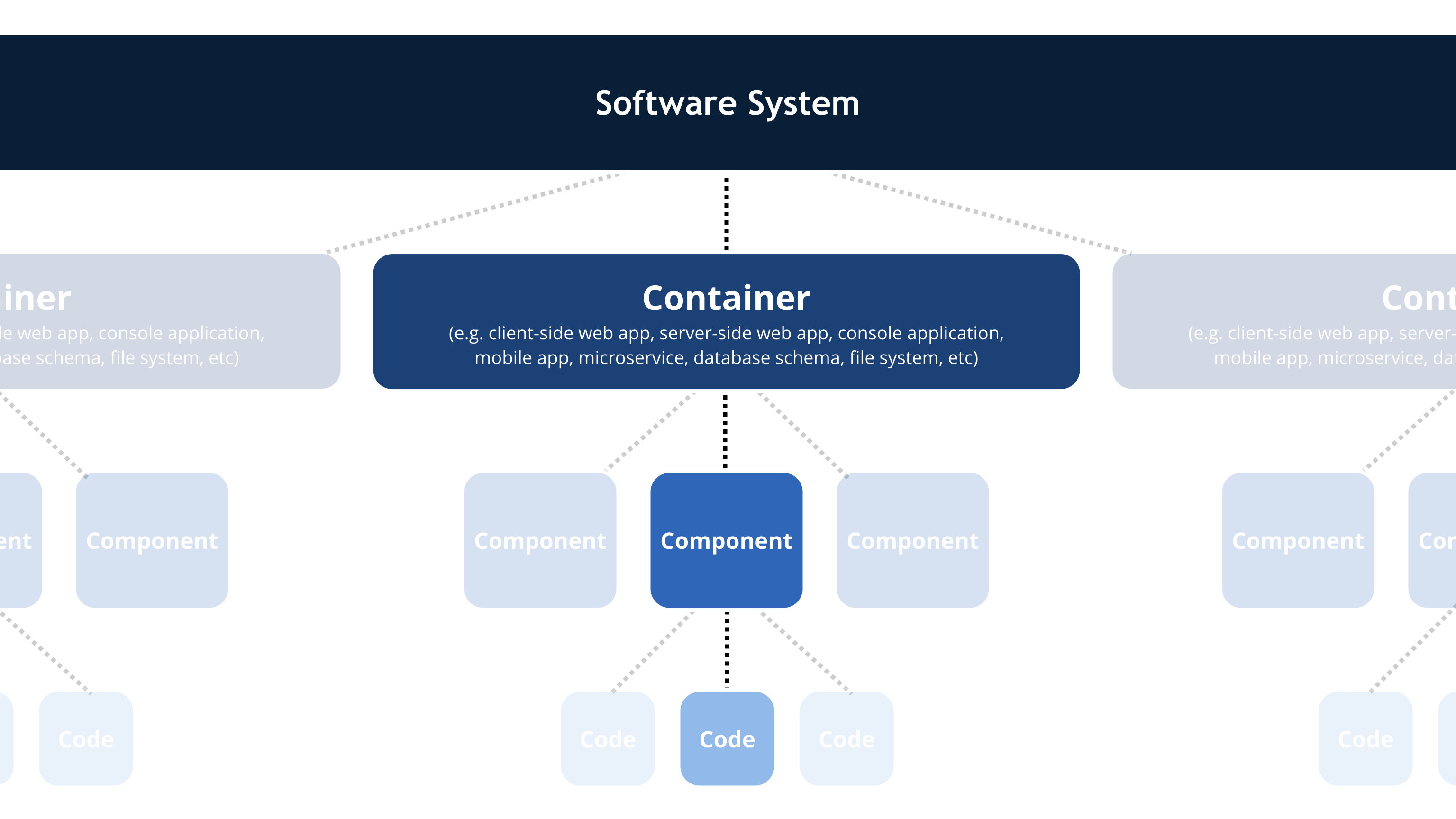
C4 모델의 추상화: 소프트웨어 시스템은 하나 이상의 컨테이너(웹 애플리케이션, 데이터베이스 등)로 구성되며, 각 컨테이너에는 하나 이상의 구성 요소가 포함되어 있으며, 이는 하나 이상의 코드 요소(클래스, 인터페이스, 객체, 기능 등)로 구현된다.

C4 모델(C4 model)은 소프트웨어 시스템의 아키텍처를 모델링하기 위한 간결한 그래픽 표기법이다. 이는 시스템을 컨테이너와 구성 요소로 구조적 분해(계층적 트리 구조)를 기반으로 하며 아키텍처 빌딩 블록을 보다 세부적으로 분해하기 위해 UML(통합 모델링 언어) 또는 ERD(개체-관계 다이어그램)와 같은 기존 모델링 기술을 사용한다.

## 역사
C4 모델은 UML(통합 모델링 언어)과 4 1 아키텍처 뷰 모델을 기반으로 2006년부터 2011년까지 소프트웨어 아키텍트 사이먼 브라운(Simon Brown)에 의해 만들어졌다. 크리에이티브 커먼즈 라이선스에 따라 공식 웹사이트를 개설하고 2018년에 발표된 기사를 통해 이 새로운 기술이 대중화되었다.

## 같이 보기
- 소프트웨어 구조